# Јуниверсити оф Питсбург ет Џонстаун
Јуниверсити оф Питсбург ет Џонстаун (енгл. University of Pittsburgh at Johnstown) град је у америчкој савезној држави Пенсилванија.

## Демографија
По попису из 2010. године број становника је 1.572.
| Група             | 2000.    | 2010.         |
| Белци             | 0 (0,0%) | 1.449 (92,2%) |
| Афроамериканци    | 0 (0,0%) | 47 (3,0%)     |
| Азијати           | 0 (0,0%) | 27 (1,7%)     |
| Хиспаноамериканци | 0 (0,0%) | 26 (1,7%)     |
| Укупно            | 0        | 1.572         |